# Casas de Don Gómez
Casas de Don Gómez là một đô thị trong tỉnh Cáceres, Extremadura, Tây Ban Nha. Theo điều tra dân số 2006 (INE), đô thị này có dân số là 357 người.

## Biến động dân số
| 2001 | 2002 | 2003 | 2004 | 2005 | 2006 | 2007 |
| ---- | ---- | ---- | ---- | ---- | ---- | ---- |
| 344  | 336  | 342  | 348  | 343  | 357  | 356  |